# Midlands (Zimbabwe)
Midlands is een provincie van Zimbabwe gelegen in het midden van dat land. De provincie is ruim 49.000 vierkante kilometer groot en telde in 2002 ongeveer anderhalf miljoen inwoners. Midlands grenst aan alle andere Zimbabwaanse provincies behalve aan Bulawayo, Mashonaland Central en Harare. De hoofdplaats van de provincie is Gweru en tevens de op twee na grootste stad van Zimbabwe.

## Districten
Midlands is onderverdeeld in zeven districten:
- Chirumhanzu
- Gokwe
- Gweru
- Kwekwe
- Mberengwa
- Shurugwi
- Zvishavane

Bulawayo · Harare · Manicaland · Mashonaland Central · Mashonaland East · Mashonaland West · Masvingo · Matabeleland North · Matabeleland South · Midlands